# Wall Street
Wall Street is een straat in Lower Manhattan, het zuidelijkste gedeelte van het eiland Manhattan, dat het hart van New York vormt. Wall Street wordt vaak gebruikt als metonymie voor de Amerikaanse financiële wereld.

## Naam en geschiedenis

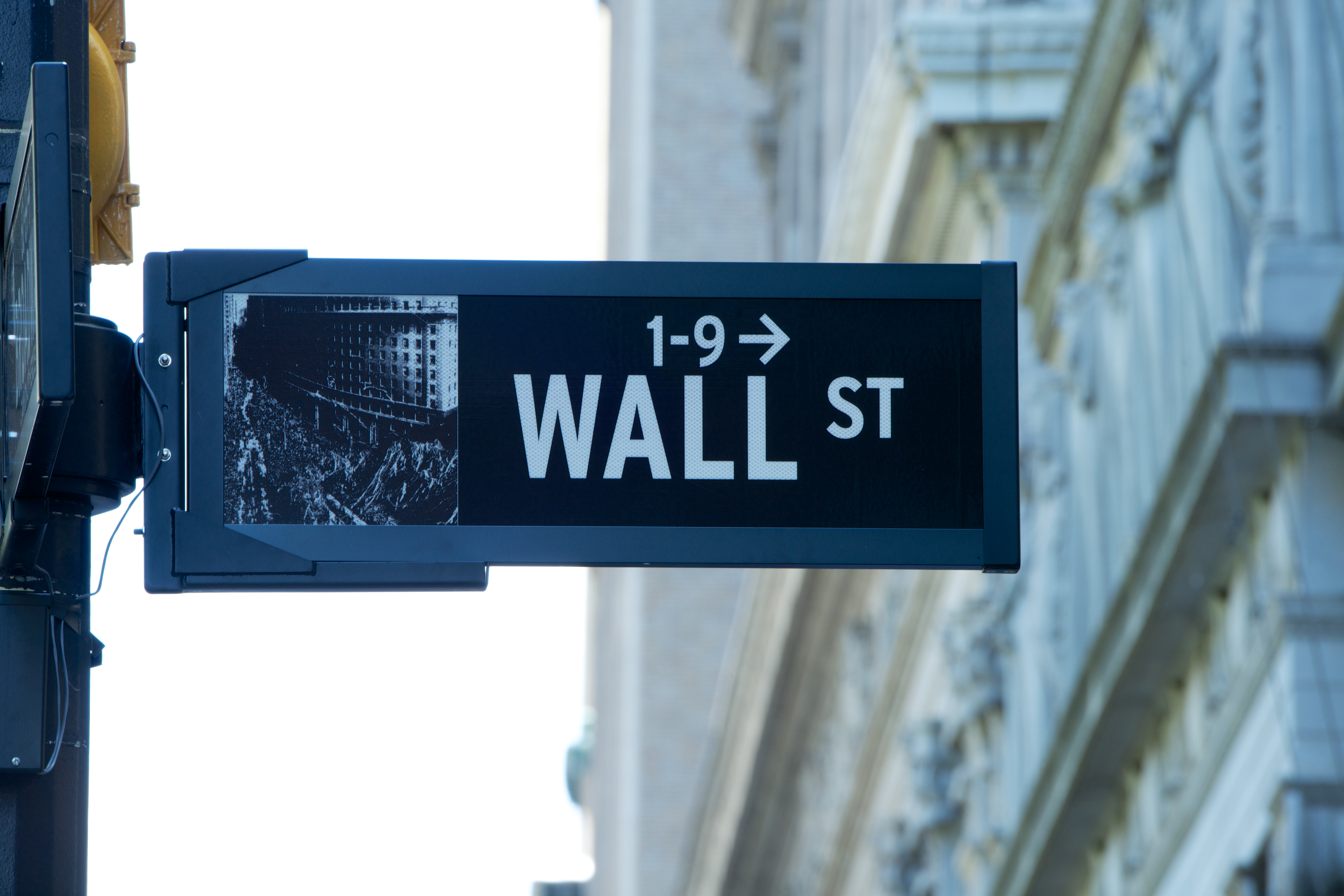
Straatnaambord Wall Street

Wall Street werd oorspronkelijk de "Waal Straat" genoemd. Er zijn twee verklaringen voor de naam.

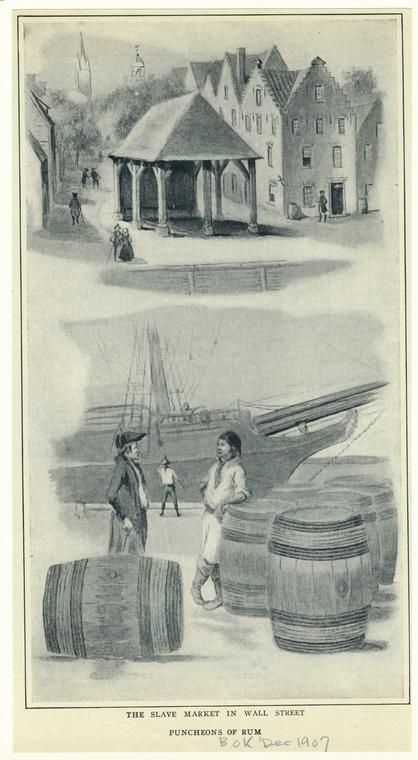
Slavenmarkt in Wall Street in 1730

De meest gangbare verklaring is dat Wall Street genoemd was naar de wal die de Nederlanders bouwden om niet alleen de indianen, maar ook de Engelsen en de Fransen, buiten de Nederlandse vestigingsplaats te houden, zo'n straat zou dan walstraat genoemd kunnen worden. In 1645 werd Peter Stuyvesant verkozen om in Nieuw-Amsterdam de vorige gouverneur te vervangen. Dezelfde straat werd ten tijde van Peter Stuyvesant, die de wal aanmerkelijk liet verbeteren, het "Cingle" genoemd. De wal werd al snel overbodig, wat des te meer duidelijk werd toen Peter Stuyvesant zelf als eerste dorpeling er buiten ging wonen. De dreiging werd ook minder omdat de Nederlanders slaven van de Portugezen kochten. Hierdoor werd het land snel opgebouwd, de Nederlanders hadden meer ruimte nodig en de indianen werden landinwaarts gedreven. Deze burgwal verloor daardoor uiteindelijk zijn defensieve functie; in 1699 werd de wal definitief afgebroken. Een plakkaat aan het gebouw op Wall Street 1 geeft ook deze verklaring.
Volgens de andere verklaring verwijst de "Waal Straat" naar de Walen, de hoofdzakelijk Frans sprekende regio die nu deel uitmaakt van België. Geen kaart benoemt de straat als "Wal Straat" en zelfs latere Engelse kaarten duiden de straat soms aan met "Waal" en niet "Wal". Onder de eerste kolonisten die op 29 maart 1624 inscheepten op het schip "Nieuw Nederlandt" bevonden zich inderdaad 30 Waalse families. Peter Minuit, gezonden als gouverneur van de kolonie namens de Geoctroyeerde Westindische Compagnie en die in 1626 Manhattan opkocht, was een Waal. Voor de straatnaam zou het echter meer gebruikelijk zijn geweest om de Waalse bevolkingsgroep aan te duiden met Waalsche, Waalse Straat of Walenstraat. Zo kende Rotterdam een Walensteeg. Het is daarom mogelijk dat de straat enkel naar Peter Minuit verwijst, de man die het land Manahata (Manhattan) van de Lenni-Lenape opkocht.
Na de overdracht van Nieuw-Amsterdam aan de Engelsen ging de naam de "Waal Straat" verder door het leven als "Wall Street". In de periode 1711-1762 was op de hoek Wall Street en Pearl Street de slavenmarkt van New York gevestigd. In juni 2015 onthulde burgemeester Bill de Blasio op die plek een plaquette ter herinnering aan dat feit.

## Beurs
Een kamer op Wall Street 40 was, in 1817, het eerste permanente hoofdkantoor van de beurs van New York, de New York Stock Exchange. Vandaag de dag is Wall Street ongeveer het centrum van New Yorks financiële district. De term Wall Street wordt dan ook wel gebruikt voor de Amerikaanse financiële wereld als geheel.

## Architectuur
Wall Street wordt voornamelijk omringd door wolkenkrabbers, zoals 1 Wall Street, 14 Wall Street, 40 Wall Street en 60 Wall Street, het hoofdkantoor van de Amerikaanse afdeling van de Deutsche Bank en het enige bankkantoor in Wall Street, en 120 Wall Street. Aan de straat staan echter ook kleinere monumenten zoals de Trinity Church, Federal Hall, National City Bank Building en natuurlijk de beurs van New York.
In de ongeveer 800 m lange Wall Street en omliggende straten kan de zon door de hoge gebouwen nauwelijks doordringen, vandaar dat deze straten wel de "canyons van New York" worden genoemd.

## Metrostations
Het drukke zakendistrict brengt een groot vervoersprobleem met zich mee. Aan Wall Street liggen 3 metrostations aan verschillende metrolijnen:
- Wall Street (Broadway-Seventh Avenue Line)
- Wall Street (Lexington Avenue Line)
- Broad Street (Nassau Street Line)